# 田邊昇
田邉 昇（たなべ のぼる、1925年2月26日 - 2018年2月14日）は、日本の大蔵官僚。近畿財務局長や、大蔵省大臣官房審議官を経て、西武化学工業社長、オールステート自動車・火災保険社長などを歴任した。

## 人物・経歴
東京府生まれ。1947年高等文官試験行政科に2番の成績で合格。1948年東京商科大学（現一橋大学）卒業。同年に大蔵省入省後、ハーバード大学ハーバード・ロー・スクール留学。1949年金融検査官。1951年札幌国税局室蘭税務署長。1952年金沢国税局総務部総務課長。
国税庁長官官房審議官補佐を経て、1963年国税庁長官官房審議官。1964年大蔵省為替局局付、国際通貨基金シニア・エコノミスト。1967年大蔵省主税局税制第二課長。1970年大蔵省証券局総務課長兼証券業務課長。1972年近畿財務局長。1973年国税庁直税部長。1974年大蔵省大臣官房審議官。
1974年退官、西武化学工業専務取締役。1976年同副社長。1978年同社長。1982年にオールステート自動車・火災保険が設立されると初代社長に就任。その後ルクセンブルグ・ノムラ・アドバイザリー会長、日本投資信託制度研究所理事長等を経て、財務省財務総合政策研究所特別研究官を務めた。1995年勲三等瑞宝章受章。2018年叙正五位。

## 著書
- 『図説日本の証券市場 昭和46年版』財経詳報社 1971年
- 『日本の「アセット・マネジメント」あれこれ』日本投資信託制度研究所 1997年
- 『投資ファンドと税制 : 集団投資スキーム課税の在り方』弘文堂 2002年
- 『実務・不動産証券化』商事法務 2003年
- 『投資ファンドと税制 : 集団投資スキーム課税の在り方 新版』弘文堂 2006年